# Tetraponera birmana
Tetraponera birmana é uma espécie de formiga do gênero Tetraponera, pertencente à subfamília Pseudomyrmecinae.